# Falcatifolium falciforme
Falcatifolium falciforme — вид хвойних рослин родини подокарпових.

## Опис
Великий чагарник від 1,5 м до іноді великого дерева до 36 м заввишки, частіше 5-12 м, загалом 4-40 см діаметром. Листки молодих рослин 12 см в довжину і 12 мм завширшки, ланцетні. Затінене листя дорослих рослин розміром 4-7 см на 5-9 мм. Підсонячне листя дорослих рослин 2-4 см довжиною 5-7 мм завширшки. Пилкові шишки 2-4 см в довжину і 2,5-3,5 мм в діаметрі. насіннєві структури довжиною 4-5 мм; зріле насіння довжиною 6-7 мм, шириною 5 мм, і товщиною 3,5-4 мм, стає чорним після дазрівання.

## Поширення, екологія
Країни поширення: Бруней-Даруссалам; Індонезія (Калімантан); Малайзія (півострів Малайзія, Сабах, Саравак). Вид найпоширеніший на гірських хребтах, де ліс є більш рідким або карликовим; тут F. falciforme утворює кущі або невеликі дерева до 12 м заввишки. Тим не менш, його діапазон висот від 300 м до 2100 м над рівнем моря. В лісах на вилужених підзолистих пісках це підліскове дерево або іноді дерево лісового пологу, з, наприклад, Agathis borneensis, Sundacarpus amarus, Nageia wallichiana і Dacrycarpus imbricatus як (спів) панівні або розкидані хвойні дерева. Іноді співпанує або більш-менш виходить великим деревом у низовині на південь від гірських первинних дощових лісів на більш родючих ґрунтах; ці деерва розкидані і рідкісні.

## Використання
Досить рідкісні великі дерева цього виду вирубуються разом з іншими подокарповими, коли зростають за межами охоронних територій. Деревина світла й легко обробляється; використовується в легких конструкціях, виготовлені дверей, вікон, столярних виробів, меблів, внутрішнього оздоблення, шпону, а також човнових щогл і ящиків. Деревина не довговічна й піддана зовнішнім умовам. Є у вирощуванні тільки як зразки в деяких тропічних ботанічних садах.

## Загрози та охорона
Основні загрози походять від лісозаготівлі та перетворення лісів у олійні плантації в деяких частинах ареалу. Цей вид відомий з кількох охоронних територій.